# Аллен, Милтон
Сэр Милтон Пентонвиль Аллен (англ. Milton Pentonville Allen; 22 июня 1888, Тринити, Сент-Китс, колония Наветренные острова, Британская империя — 17 сентября 1981, Бастер, Сент-Китс и Невис) — государственный деятель островов Сент-Китс и Невис, губернатор Сент-Кристофер-Невис-Ангильи (1969—1975).

## Биография
Родился в семье каменщика Даниэля Аллена и Генриетты Гарви и начал свое обучение у портного в Бастере. Получил раннее образование в методистской школе в своей деревне, прежде чем решил эмигрировать в Соединенные Штаты. Он поселился в Нью-Йорке, окончил школу резьбы и дизайна Дэвида Митчелла и стал лидером в местном вест-индийском сообществе. Среди прочего, он организовал финансовую поддержку недавно созданной Рабочей Лиги Сент-Китса (предшественницы Лейбористской партии). Проведя более 25 лет в Америке, он вернулся на Сент-Китс в 1935 г.
В 1937 г., проведя почти два года на Сент-Китсе, он женился на Энни Локер, старшей учительнице женской школы Сэнди-Пойнт. Пара вернулась на Нью-Йорк, где Ален становится заместителем редактора Workers’ Weekly и Union Messenger, а затем — редактором официального печатного издания лейбористов.
В 1950-е гг. он возвращается на Сент-Китс. В 1958 г. был избран в Законодательный совет Сент-Кристофер-Невис-Ангильи, однако в 1962 г. ушел в отставку, уступив свое место Роберту Ллевеллину Брэдшоу, министру Федерации Вест-Индии. Он снова занял свое место только после роспуска Федерации и в течение одного срока являлся «министром без портфеля». В августе 1966 г. он был утвержден спикером Законодательного совета.
В 1969 г. стал первым уроженцем Сент-Китса, который был назначен губернатором Ассоциированного государства Сент-Кристофер-Невис-Ангилья, занимал этот пост до выхода на пенсию в 1975 г. Также выполнял обязанности главного скаута, патрона бригады скорой помощи Св. Иоанна, члена Общества охраны исторических мест, почетного пожизненного члена Ротари-клуба.
В 1972 г. был посвящен королевой Елизаветой II в рыцари-бакалавры.

## Награды и звания
Офицер ордена Британской империи (1964) 